# Rahel Gebresilassie
Rahel Gebresilassie, född 3 november 1995, är en etiopisk simmare.
Gebresilassie tävlade för Etiopien vid olympiska sommarspelen 2016 i Rio de Janeiro, där hon blev utslagen i försöksheatet på 50 meter frisim.